# Jysk
Jysk és una cadena minorista danesa que ven articles per a la llar com matalassos, mobles i productes de decoració. Jysk és el minorista danès més gran que opera a nivell internacional, ja que compta amb més de 3.100 botigues en 51 països. Va ser fundada per Lars Larsen (1948-2019), qui va obrir la primera botiga a la ciutat danesa d'Aarhus a l'abril de 1979. És propietat de la família del fundador a través del hòlding Lars Larsen Group. A causa del disseny escandinau dels seus productes, se'l considera com l'Ikea danès, però en un format més petit.
Les botigues Jysk operen en un format mitjà amb una superfície mitjana de 1.300 m².